# هیساکو کیودا
هیساکو کیودا (انگلیسی: Hisako Kyōda؛ زادهٔ ۲۲ فوریهٔ ۱۹۳۵) صداپیشه، بازیگر، و بازیگر خردسال اهل ژاپن است. وی از سال ۱۹۴۴ میلادی تاکنون مشغول فعالیت بوده‌است.
از فیلم‌ها یا برنامه‌های تلویزیونی که وی در آن نقش داشته‌است می‌توان به بازیگر هزاره اشاره کرد.